# Gäddtjärnen (Anundsjö socken, Ångermanland, 705336-159138)
Gäddtjärnen är en sjö i Örnsköldsviks kommun i Ångermanland och ingår i Moälvens huvudavrinningsområde.